# Хетинген (Баден-Виртемберг)
Хетинген (њем. Hettingen) град је у њемачкој савезној држави Баден-Виртемберг. Једно је од 25 општинских средишта округа Зигмаринген. Према процјени из 2010. у граду је живјело 1.920 становника. Посједује регионалну шифру (AGS) 8437047, NUTS и LOCODE код.

## Географски и демографски подаци
Хетинген се налази у савезној држави Баден-Виртемберг у округу Зигмаринген. Град се налази на надморској висини од 644 метра. Површина општине износи 46,1 km². У самом граду је, према процјени из 2010. године, живјело 1.920 становника. Просјечна густина становништва износи 42 становника/km².